# 25742 Amandablanco
25742 Amandablanco este o planetă minoră (asteroid) din centura de asteroizi. A fost descoperită pe 7 ianuarie 2000 la Stația Anderson Mesa de Lowell Observatory Near-Earth-Object Search. 
Obiectul prezintă o orbită caracterizată de o semiaxă mare de 2,5516537 UAi, o excentricitate de 0,18, o înclinație de 15,70493 ° în raport cu ecliptica.